# 1908년 월드 시리즈
1908년 월드 시리즈(1908 World Series)는 5차전까지 가는 승부가 펼쳐진 제 12회(열리지 않은 1904년 월드시리즈 제외) 메이저 리그 베이스볼 월드 시리즈다. 시리즈는 10월 10일부터 10월 14일까지 치러졌다. 내셔널 리그 우승팀인 시카고 컵스와 아메리칸 리그 우승팀인 디트로이트 타이거즈가 맞붙어 5차전 승부 끝에 시카고 컵스가 디트로이트 타이거즈를 4승 1패로 이기고 시리즈 우승을 차지했다.

## 경기 결과

### 1차전
1908년 10월 10일, 미국 미시간주 디트로이트, 버네트 파크
| 팀                                                | 1 | 2 | 3 | 4 | 5 | 6 | 7 | 8 | 9 | R  | H  | E |
| 시카고                                            | 0 | 2 | 4 | 0 | 0 | 0 | 1 | 0 | 5 | 10 | 14 | 2 |
| 디트로이트                                        | 1 | 0 | 0 | 0 | 0 | 0 | 3 | 2 | 0 | 6  | 10 | 3 |
| 승리 투수: 모덴카이 브라운 패전 투수: 에드 슈머스 |   |   |   |   |   |   |   |   |   |    |    |   |

### 2차전
1908년 10월 11일, 미국 일리노이주, 시카고, 웨스트 사이드 그라운즈
| 팀                                                                     | 1 | 2 | 3 | 4 | 5 | 6 | 7 | 8 | 9 | R | H | E |
| 디트로이트                                                             | 0 | 0 | 0 | 0 | 0 | 0 | 0 | 0 | 1 | 1 | 4 | 1 |
| 시카고                                                                 | 0 | 0 | 0 | 0 | 0 | 0 | 0 | 6 | X | 6 | 7 | 0 |
| 승리 투수: 오발 오베랄 패전 투수: 와일드 빌 도노번 홈런: CHC – 조 틴커 |   |   |   |   |   |   |   |   |   |   |   |   |

### 3차전
1908년 10월 12일, 미국 일리노이주 시카고, 웨스트 사이드 그라운즈
| 팀                                        | 1 | 2 | 3 | 4 | 5 | 6 | 7 | 8 | 9 | R | H  | E |
| 디트로이트                                | 1 | 0 | 0 | 0 | 0 | 5 | 0 | 2 | 0 | 8 | 12 | 4 |
| 시카고 컵스                               | 0 | 0 | 0 | 0 | 3 | 0 | 0 | 0 | 0 | 3 | 7  | 0 |
| 승리 투수: 조지 물린 패전 투수: 잭 피스터 |   |   |   |   |   |   |   |   |   |   |    |   |

### 4차전
1908년 10월 13일, 미국 미시간주 디트로이트, 버네트 파크
| 팀                                                | 1 | 2 | 3 | 4 | 5 | 6 | 7 | 8 | 9 | R | H  | E |
| 시카고                                            | 0 | 0 | 2 | 0 | 0 | 0 | 0 | 0 | 1 | 3 | 10 | 0 |
| 디트로이트                                        | 0 | 0 | 0 | 0 | 0 | 0 | 0 | 0 | 0 | 0 | 4  | 1 |
| 승리 투수: 모덴카이 브라운 패전 투수: 에드 슈머스 |   |   |   |   |   |   |   |   |   |   |    |   |

### 5차전
1908년 10월 14일, 미국 미시간주 디트로이트, 버네트 파크
| 팀                                            | 1 | 2 | 3 | 4 | 5 | 6 | 7 | 8 | 9 | R | H  | E |
| 시카고                                        | 1 | 0 | 0 | 0 | 1 | 0 | 0 | 0 | 0 | 2 | 10 | 0 |
| 디트로이트                                    | 0 | 0 | 0 | 0 | 0 | 0 | 0 | 0 | 0 | 0 | 3  | 0 |
| 승리 투수: 채드 저비 패전 투수: 제로드 워시번 |   |   |   |   |   |   |   |   |   |   |    |   |

## 시리즈 요약
시카고 컵스가 4승 1패로 우승을 차지했고, 디트로이트는 첫 우승을 놓쳤다. 이 우승 이후 시카고 컵스는 1945년 월드 시리즈 진출을 마지막으로 염소의 저주에 빠졌다가 2016년 월드 시리즈에서 108년 만에 우승했다.

## 참고 문헌
- Cohen, Richard M.; Neft, David S. (1990). 《The World Series: Complete Play-By-Play of Every Game, 1903–1989》. New York: St. Martin's Press. 23–26쪽. ISBN 0-312-03960-3.
- Reichler, Joseph (1982). 《The Baseball Encyclopedia》 5판. Macmillan Publishing. 2116쪽. ISBN 0-02-579010-2.